# Flemingia strobilifera
Flemingia strobilifera är en ärtväxtart som först beskrevs av Carl von Linné, och fick sitt nu gällande namn av William Townsend Aiton. Flemingia strobilifera ingår i släktet Flemingia och familjen ärtväxter.

## Underarter
Arten delas in i följande underarter:
- F. s. fluminalis
- F. s. nudiflora
- F. s. strobilifera

## Bildgalleri

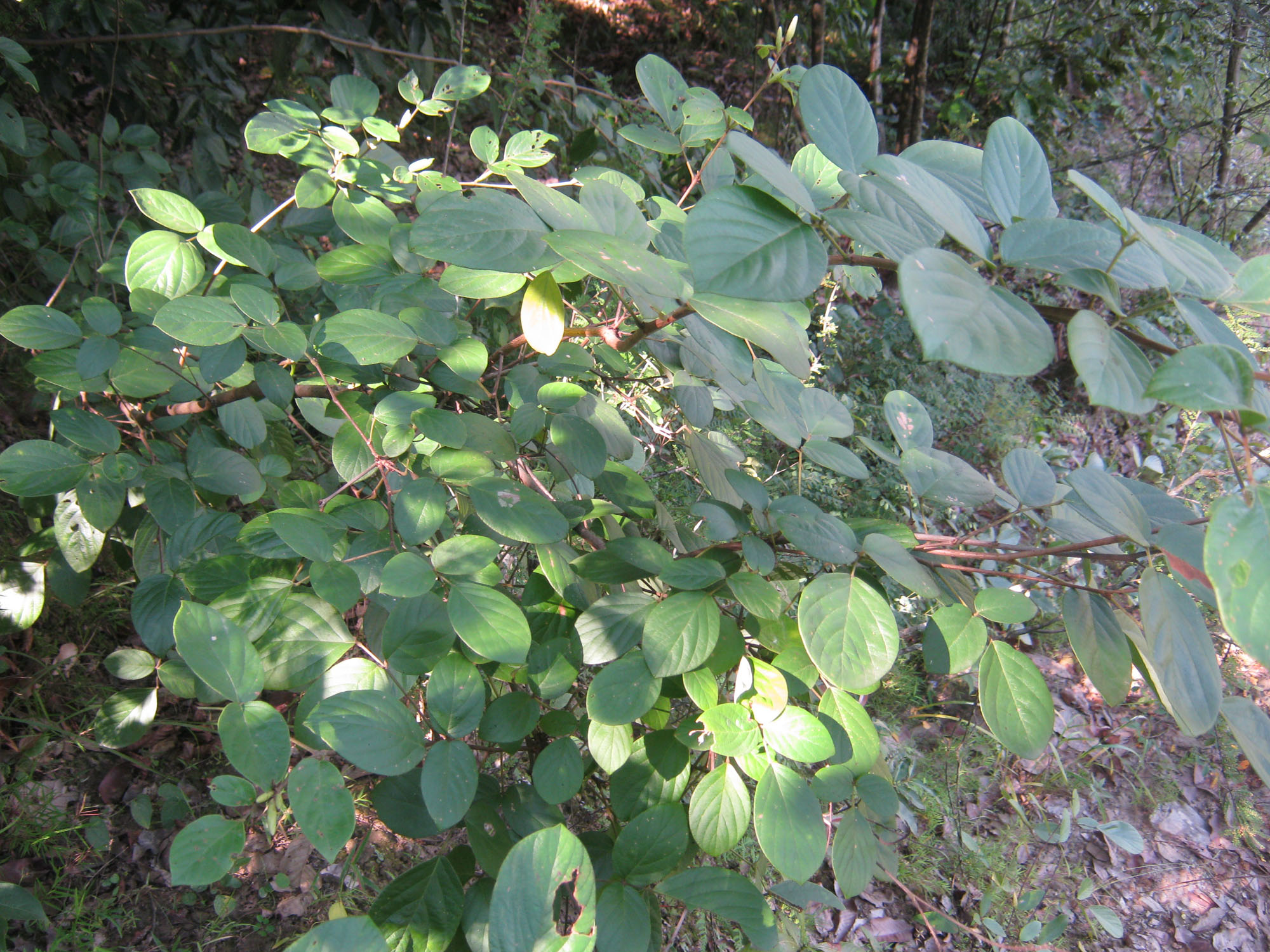
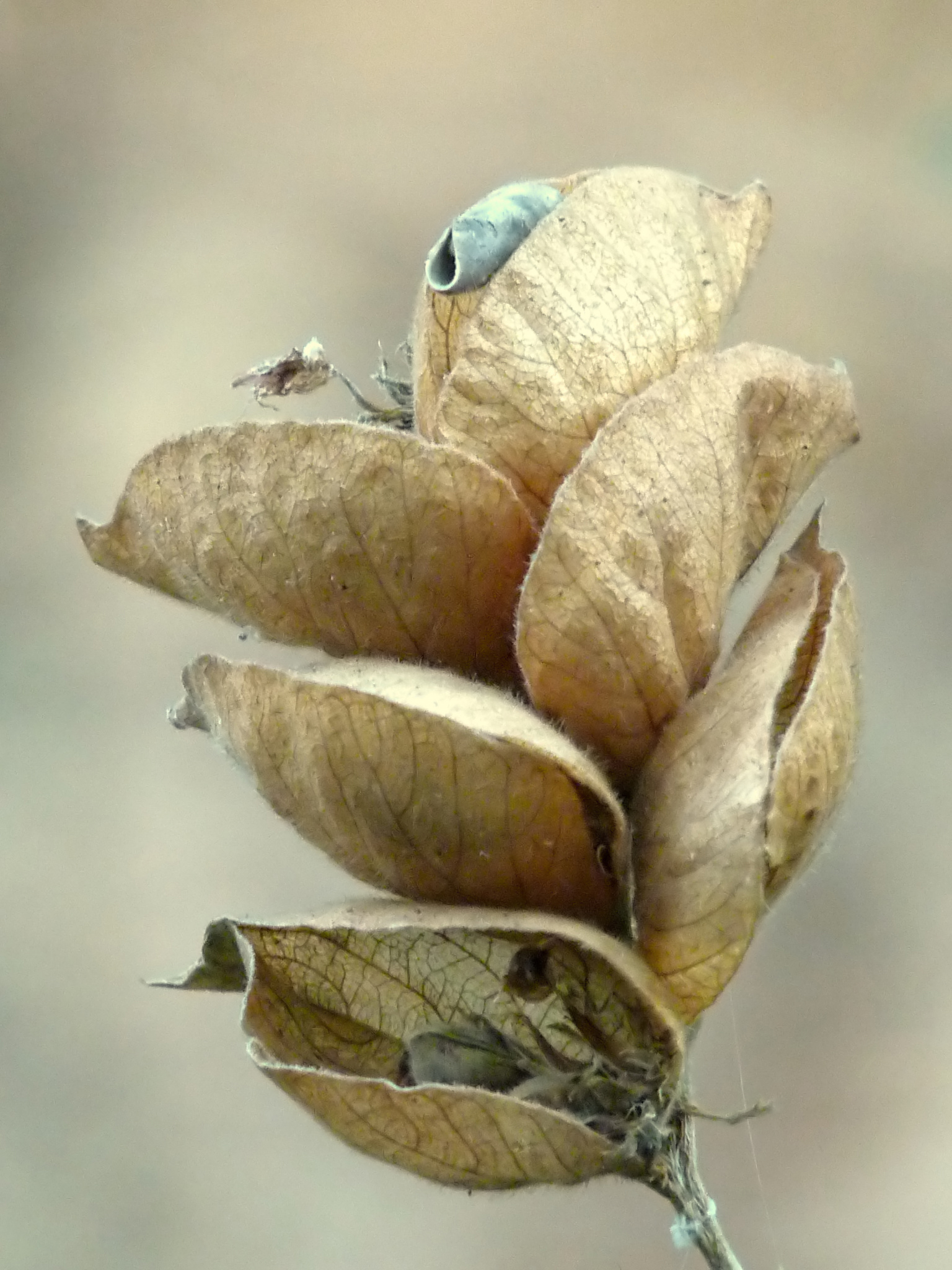
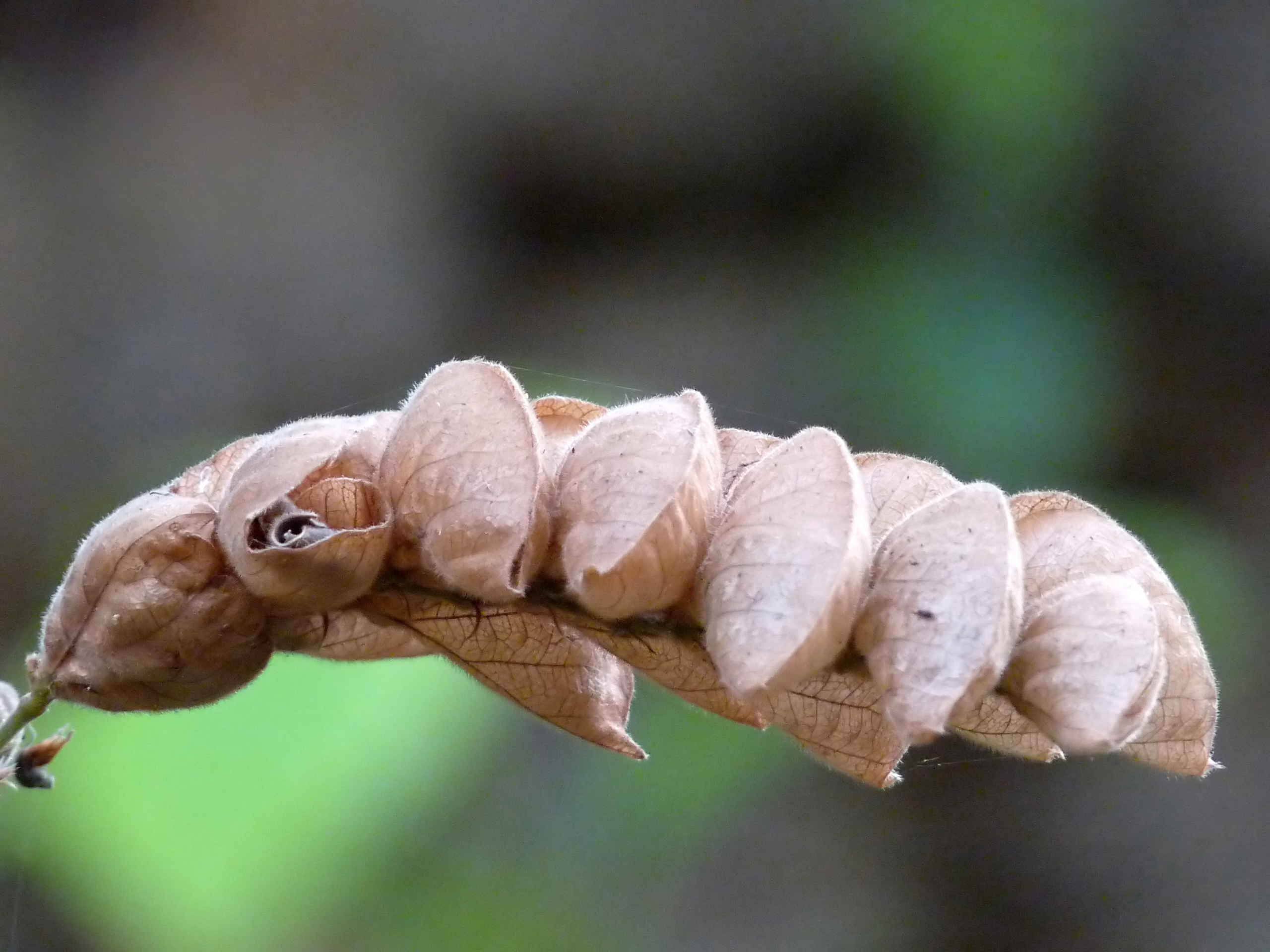